# Nobel Son
Nobel Son es una película de 2007 de humor negro sobre una familia disfuncional que se enfrenta al secuestro de su hijo por los seguidores del padre ganador del Premio Nobel de Química. 
El rodaje comenzó el 6 de octubre de 2005 en Venice Beach, California y terminó el 17 de noviembre de 2005. 

## Reparto
| Actor            | Personaje          | Notas                                                                                                   |
| ---------------- | ------------------ | --- |
| Alan Rickman     | Eli Michaelson     | Un mujeriego profesor de química quien gana el Premio Nobel de Química                                  |
| Bryan Greenberg  | Barkley Michaelson | El estudiante hijo de Eli Michaelson, quien es secuestrado                                              |
| Shawn Hatosy     | Thaddeus James     | El secuestrador de Barkley con un pasado oscuro                                                         |
| Mary Steenburgen | Sarah Michaelson   | Esposa de Eli y madre de Barkley                                                                        |
| Bill Pullman     | Max Mariner        | El detective investigador del secuestro de Barkley                                                      |
| Eliza Dushku     | City Hall          | Una poeta local de quien Barkley gusta                                                                  |
| Danny DeVito     | George Gastner     | El invitado de la casa de huéspedes quién está aprendiendo a controlar su trastorno obsesivo-compulsivo |